# Miloš Josef Pulec
Miloš Josef Pulec (19. března 1923, Zákolany – 9. února 1991, Praha) byl duchovní české starokatolické církve, folklorista, autor pragensií, práce z oboru mykologie a botaniky, kuchařských knih, vlastivědné a přírodovědné práce o severních Čechách.
Je zmiňován starokatolickou církví jako nejkontroverznější osoba Starokatolické církve v letech komunismu. Stál za dob komunistického režimu v čele synodní rady, měl podporu církevních tajemníků na ministerstvu kultury a inicioval státní zásahy proti Starokatolické církvi a jejímu právoplatnému biskupovi. Stál tak v čele státem uznané starokatolické církve proti její podzemní větvi, kterou stát po svržení komunismu a 38. synodě-Synodě obnovy 29. dubna 1990 uznal jako právoplatnou. Koncem roku 1970 byl biskupem Podolákem odvolán ze služby, toto rozhodnutí však nerespektoval a naopak prostřednictvím komunistické státní správy inicioval odstranění biskupa Podoláka a jemu věrných starokatolických kněží a pražská farnost pod jeho vedením se stala až do dubna 1990 centrem kolaborantské části starokatolické církve.
Zemřel 9. února 1991 ve své kanceláři na třetí infarkt.